# Promozione
La Promozione es el sexto nivel del campeonato italiano de fútbol, después de la Eccellenza y antes de la Prima Categoria. Se trata del tercer campeonato más importante de aficionados, y el segundo a nivel regional.

## Grupos 2024/25
- Promozione Abruzos: 2 grupos de 20 equipos
- Promozione Basilicata: 2 grupos de 14 equipos
- Promozione Calabria: 2 grupos de 19 equipos
- Promozione Campania: 4 grupos de 18 equipos
- Promozione Emilia-Romaña: 4 grupos de 20 equipos
- Promozione Friuli-Venecia Julia: 2 grupos de 17 equipos
- Promozione Lacio: 4 grupos de 18 equipos
- Promozione Liguria: 2 grupos de 16 equipos
- Promozione Lombardía: 6 grupos de 16 y 1 de 17 equipos
- Promozione Marcas: 2 grupos de 16 equipos
- Promozione Molise: 1 grupo de 16 equipos
- Promozione Piamonte-Valle de Aosta: 3 grupos de 16 y 1 de 17 equipos
- Promozione Apulia: 2 grupos de 18 equipos
- Promozione Cerdeña: 2 grupos de 16 equipos
- Promozione Sicilia: 3 grupos de 15 equipos y 1 de 14 equipos
- Promozione Toscana: 3 grupos de 16 equipos
- Promozione Trentino-Alto Adigio: 2 grupos de 16 equipos a nivel provincial
- Promozione Umbría: 2 grupos de 16 equipos
- Promozione Véneto: 1 grupo de 18 y 3 de 16 equipos